# 西安普敦 (新澤西州)
西安普敦（英語：Westampton）是位於美國新澤西州伯靈頓縣的一個鎮區。

## 地方資料
西安普敦的面積為28.75平方千米，當中陸地面積為28.42平方千米，而水域面積為0.33平方千米。根據2020年美國人口普查的數據，當地共有人口9121人，而人口密度為每平方千米317.25人。